# Ефремов, Виктор Степанович
Ефремов Виктор Степанович — российский учёный экономист. Доктор экономических наук, профессор, профессор кафедры Международного менеджмента РАНХИГС.

## Биография
- 8 ноября 1955 года — родился в городе Ворошилов Приморского края;
- 1978 год — окончил Московский институт управления им. С. Орджоникидзе (в настоящее ГУУ — Государственный университет управления) по специальности инженер-экономист;
- c 1978 по 1982 год — Центр научной организации труда и управления производством Министерства химической промышленности СССР, инженер, старший инженер, зав. сектором математического обеспечения проектов[1];
- с 1982 по 1983 год — Московский институт управления им. С.Орджоникидзе, ассистент кафедры Организации управления в химической промышленности[1];
- с 1983 по 1986 год — Московский институт управления им. С.Орджоникидзе, старший преподаватель кафедры Организации управления в химической промышленности[1];
- с 1987 по 1993 год — Государственная академия управления, доцент кафедры Организации управления в химической промышленности[1];
- с 1993 по 2005 год — Государственный университет управления, директор Института международного бизнеса, зав. кафедрой международного бизнеса[1];
- с 2005 по 2006 год — Государственный университет управления, проректор по научной и инновационной деятельности, зав. кафедрой международного бизнеса[1];
- с 2006 по 2011 год — Государственный университет управления, директор Института международного бизнеса, зав. кафедрой международного бизнеса[1];
- с 2011 по 2024 год — Руководитель совместной российско-британской программы по профилю «Международный менеджмент» в Институте мировой экономики и бизнеса, РУДН[2];
- с 2017 по 2024 год — Заведующий кафедрой менеджмента Экономического факультета, РУДН[3];
- с 2024 года - профессор кафедры Международного менеджмента Президентской Академии (РАНХИГС).

## Преподавание
- Ведущий преподаватель на программах бакалавриата и магистратуры по курсам «Введение в менеджмент», «Бизнес-планирование» (на англ. языке), «Современные информационные технологии в менеджменте» (на англ. языке), «Стратегическое планирование и управление», «Финансово-кредитное обеспечение международных коммерческих операций», «Стратегия международного бизнеса» (на англ. языке), «Современный стратегический анализ» (на англ. языке)[1]
- Ведущий преподаватель программы MBA «Стратегический менеджмент»

## Наука
- Методологические и организационно-технологические аспекты контекстно-ориентированного управления корпорацией
- Исследование стратегических направлений развития автомобильной промышленности РФ
- Программный комплекс «Виртуальное учебное пространство»
- Подготовил 6 кандидатов экономических наук, руководит 2 докторантами и 4 аспирантами
- 2005 г. - Глобальный форум по менеджмент-образованию, г. Сантьяго, Чили.
- 2004 г. - Конференция EFMD по первому высшему образованию в области менеджмента, г. Москва, Россия.
- 2002 г. - Глобальный форум по менеджмент-образованию, г. Бангкок, Таиланд.
- 1997 г. - Глобальный форум по менеджмент-образованию, г. Чикаго, США.

## Награды
2005 г. - Почетный знак «Звезда российского менеджмента», № ЗРМ/МФ — 0192.
2005 г. - Серебряная медаль «За трудовую доблесть», № 0834.
1999 г. - Нагрудный знак «Почётный работник высшего профессионального образования Российской Федерации», № 4437.
1997 г. - Медаль «В память 850-летия Москвы», № 0942676.
1985 г. - Серебряная медаль ВДНХ «За достигнутые успехи в развитии народного хозяйства СССР», № 17019.

## Ученые степени, звания, почетные награды
2011-2015 гг. - Почетное звание иностранного профессора Эдинбургский Университет Нэйпия (г. Эдинбург, Великобритания).
2003-2006 гг. - Почетное звание иностранного профессора Университета Нозумбрии (г. Ньюкастл на Тайн, Великобритания).
2002 г. - Ученое звание профессор по кафедре международного бизнеса Государственного университета управления.
2001 г. - Ученая степень доктора экономических наук (защита диссертации в Государственном университете управления).
1996 г. - Звание члена-корреспондент Академии менеджмента и рынка.
1987 г. - Ученое звание доцента по кафедре Организации управления в химической промышленности Московского института управления им. С.Орджоникидзе
1983 г. - Ученая степень кандидата экономических наук (защита диссертации во Всесоюзном заочном финансово-экономическом институте)

## Научные интересы
- Общая история менеджмента
- Общая теория бизнес-систем
- Теория и методология международного бизнеса
- Прикладные аспекты информационных технологий в образовании и управлении знаниями
- Менеджмент в условиях цифровой экономики
- Программирование

## Наука
Менеджмент, стратегическое планирование, международный бизнес, бизнес-система, бизнес-планирование, цифровая экономика

## Список публикаций
1. Ефремов В. С., Владимирова И. Г. Подходы к оценке эффективности международных интеграционных процессов компаний // Журнал «Вестник Российского университета дружбы народов. Серия: Экономика» ВАК. — 2016.
2. Efremov V.S., Vladimirova I.G. Crisis of the management paradigm — Is there light at the end of the tunnel? // International Conference on Education, Economics and Management Research, Web of Science. — 29-31 May, 2017.
3. Efremov V.S., Vladimirova I.G. The typology of organizational forms of companies’ integration // International Conference on Politics, Economics and Law, Web of Science. July 28-29, 2017.
4. Ефремов В. С., Владимирова И. Г. Особенности транснационализации компаний Южной Кореи // Журнал «Инновации и инвестиции». — 2017. — № 2. — стр. 72-79.
5. Efremov V.S., Vladimirova I.G. On the Quality of Multinational Company’s Transnationality Index // Tenth Global Studies Conference, National University of Singapore, Web of Science. 8-9 June 2017
6. Efremov V.S., Vladimirova I.G. Business Uncertainty As A Factor of A Corporate Strategy // International Conference on Politics, Economics and Law, Web of Science. July 28-29, 2017.
7. Efremov V.S. Strategic Management // РУДН стр. 1-16, РИС Ученого совета РУДН. Март 2017.
- Существуют более ранние публикации.
- Опубликовано 99 научных и учебно-методических работ общим объемом 167,3 п.л. (авторских 144 п.л. без учета диссертаций и авторефератов).
- Индекс Хирша РИНЦ −19 (eLibrary — 20). 15-е место в рейтинге РИНЦ по публикациям по организационно-управленческой тематике (в выборке около 1000 авторов). 486-е место в рейтинге РИНЦ по публикациям по экономической тематике (в выборке около 40406 авторов).